# Tällåstjärnen (Linsells socken, Härjedalen)
Tällåstjärnen är en sjö i Härjedalens kommun i Härjedalen och ingår i Ljusnans huvudavrinningsområde.